# Джвариса (Ткибульский муниципалитет)
Джвариса (груз. ჯვარისა) — село в Грузии, на территории Ткибульского муниципалитета края (мхаре) Имеретия.

## География
Село находится в западной части Грузии, в долине реки Гвагвана, на расстоянии 33 километров к северо-западу от города Ткибули, административного центра муниципалитета. Абсолютная высота — 522 метра над уровнем моря.

## Население
По результатам официальной переписи населения 2014 года, в Джварисе проживало 249 человек (121 мужчина и 128 женщин). В национальной структуре населения грузины составляли 100 %.
| Год  | Население, человек |
| ---- | ------------------ |
| 2002 | 418                |
| 2014 | ↘ 249              |